# Lycianthes tricolor
Lycianthes tricolor är en potatisväxtart som först beskrevs av Sesse, Amp; Moc. och Michel Félix Dunal, och fick sitt nu gällande namn av Friedrich August Georg Bitter. Lycianthes tricolor ingår i Himmelsögonsläktet som ingår i familjen potatisväxter. Inga underarter finns listade i Catalogue of Life.